# Eumops maurus
Eumope de Thomas
Espèce
Statut de conservation UICN

 DD  : Données insuffisantes
Répartition géographique
Synonymes
- Eumops geijskesi Husson, 1962[1]
- Molossus maurus Thomas, 1901[2]

Eumops maurus, l'Eumope de Thomas, est une espèce sud-américaine de chauves-souris de la famille des Molossidae.

## Description
Eumops maurus a une longueur de la tête et du corps entre 60 et 72 mm, la longueur de l'avant-bras entre 51 et 54 mm, la longueur de la queue entre 40 et 45 mm, la longueur du pied entre 11 et 12 mm, la longueur des oreilles entre 21 et 22 mm et un poids jusqu'à 22 g.
La fourrure est pelucheuse. La couleur générale du corps est brun foncé avec des bandes blanches le long de la partie ventrale des flancs. La tête est large et aplatie, les lèvres sont lisses. Les oreilles sont larges, triangulaires et jointes à la base antérieure.
Les ailes ont des extrémités étroites et sont recouvertes de fourrure jusqu'à environ la moitié de l'humérus et du fémur. La membrane interfémorale est poilue sur environ un tiers de sa surface et est délimitée par de longs calcars s'étendant sur environ les trois quarts de la longueur du bord de la membrane. Dans l'ensemble, les membranes alaires sont de couleur brun pâle.
Le tragus est petit, avec une base large et une pointe arrondie, tandis que l'antitragus est large et semi-circulaire. Les membranes alaires sont brunâtre clair et attachées en arrière sur les chevilles. La queue est longue, trapue et s'étend environ à mi-chemin au-delà de la membrane interfémorale. Chez les mâles, il y a une poche glandulaire sur la gorge.

## Répartition
Eumops maurus est présente dans les Guyanes, dans l'est de l'Équateur et dans les États brésiliens de Goiás, Tocantins et São Paulo.
Elle vit dans les forêts tropicales à feuilles persistantes, les plantations et les zones humides des basses terres, comme les savanes avec des marécages dominés par le palmier Mauritia flexuosa (buriti) et des galeries forestières, jusqu'à 500 mètres d'altitude.

## Comportement

### Habitation
Eumops maurus vit en petits groupes de 10 à 20 individus dans des trous d'arbres et sous les toits de bâtiments.

### Alimentation
Elle se nourrit d'insectes capturés en vol.

### Reproduction
Des femelles gestantes furent capturées en Équateur en septembre.

## Systématique
Le nom valide complet (avec auteur) de ce taxon est Eumops maurus (Thomas, 1901). L'espèce a été initialement classée dans le genre Molossus sous le protonyme Molossus maurus Thomas, 1901.
Eumops maurus a pour synonymes :
- Eumops geijskesi Husson, 1962
- Molossus maurus Thomas, 1901